# Aperusia
Aperusia là một chi bướm đêm thuộc họ Geometridae.

## Các loài
- Aperusia albifascia
- Aperusia punctistriata